# Regino de Prüm
Regino de Prüm (em latim: Regino Prumiensis; em alemão:  Regino von Prüm; m. 915) foi um monge beneditino que serviu como abade de Prüm (892-899) e, depois, de São Martinho de Tréveris. Escreveu "Chronicon" ("Crônica"), uma importante fonte de informações para o período carolíngio.

## Biografia
De acordo com afirmações posteriores, Regino era filho de pais nobres e nasceu na fortaleza de Altrip, às margens do Reno perto da cidade de Speyer em data desconhecida. A partir de sua eleição como abade e de suas obras, é evidente que ele tornou-se monge na Ordem de São Bento, provavelmente na própria Abadia de Prüm, e foi um estudante diligente. A rica e celebrada abadia imperial de Prüm sofreu muito no século IX com os constantes raides dos povos nórdicos, sendo duas vezes capturada e arrasada (em 882 e 892). Depois da segunda vez, obra dos danos, o abade Faraberto renunciou e Regino foi eleito sucessor em 892. Seus esforços para a restauração da abadia devastada foram, porém, atrapalhados pelo conflito entre facções em disputa na Lotaríngia.
Em 899, Regino foi expulso por Ricário, futuro bispo de Liège, o irmão do conde Gerardo (Gerhard) e do conde Mattfried de Hainaut. Ricário tomou seu lugar enquanto Regino, depois de renunciar, se retirou para Tréveris, onde foi aceito com honras pelo arcebispo Radbod de Tréveris e nomeado abade de São Martinho, uma casa que ele reformou. Regino  depois apoiou o arcebispo em seus futuros esforços para realizar as reformas eclesiásticas numa era muito conturbada, reconstruiu sua abadia, que também havia sido destruída pelos nórdicos, acompanhou o arcebispo em suas visitas pela arquidiocese e utilizou seu tempo livre para escrever.
Regino morreu em Tréveris em 915 e foi enterrado em São Martinho. Seu túmulo foi descoberto em 1581.

## Obras
As obras de Regino foram publicadas no volume 132 da Patrologia Latina de Migne.

### De harmonica institutioneeTonarius
A obra mais antiga de Regino foi "Epistola de harmonica institutione", um tratado sobre música escrito na forma de uma carta ao arcebispo Radbod. Seu objetivo principal era melhorar o canto litúrgico nas igrejas da diocese e, provavelmente, assegurar o apoio de Radbod na empreitada. Escreveu também o "Tonarius", uma coleção de cantos.

### Chronicon
A obra mais influente de Regino é sua "Chronicon", uma história do mundo em dois livros, do início do cristianismo até 906, especialmente a história da Lotaríngia e regiões vizinhas. Foi dedicada a Adalberto de Augsburdo, bispo de Augsburgo (m. 909).
O primeiro livro, que termina em 741 com a morte de Carlos Martel, consiste principalmente de trechos extraídos das obras de Beda, Paulo, o Diácono, e outros. O segundo, que segue daí até 906, está dividido em duas partes. A primeira é um longo trecho dos "Anais Reais Francos" até 813 e a segunda, a partir de 814, é original e valiosa, apesar da cronologia apresentar problemas. Se um comentário do próprio Regino for verdadeiro, ele se baseou primordialmente em tradição e relatos de segunda mão para obter suas informações. A "Crônica" foi depois continuada até 967 por um monge em Tréveris, provavelmente o próprio Adalberto.
A "Crônica" é uma importante fonte para a história medieval da Bulgária pois é a única fonte contemporânea que aborda—ainda que de passagem— a organização do Concílio de Preslav ("… [Bóris I] convocou o império todo e colocou seu filho mais jovem[Simeão I] como príncipe dos búlgaros…").
Entre os historiadores que utilizaram a obra de Regino está Cosme de Praga.
A "Crônica" foi publicada pela primeira vez em 1521.

### De ecclesiasticis disciplinis
Regino também compôs, a pedido de seu amigo e patrocinador Radbod de Tréveris (m. 915), uma coleções de cânones, "Libri duo de synodalibus causis et disciplinis ecclesiasticis", dedicado a Hatto I, arcebispo de Mogúncia e cujo objetivo era tratar da disciplina eclesiástica e apoiar as visitas do arcebispo. Ela está dividida em 434 seções e uma parte substancial do texto está incluído no "Decretum Burchardi" de 1012. A seção 364 (que corresponde a Burchard 10.1) é o chamado "Canon Episcopi" (por causa do incipit "Ut episcopi episcoporumque ministri omnibus viribus elaborare studeant"), que trata de superstições.

### Edições e traduções
- Chronicon:
  - MacLean, Simon (ed. e tr.). History and politics in late Carolingian and Ottonian Europe. The chronicle of Regino of Prüm and Adalbert of Magdeburg. Manchester, 2009.
  - Kurze, Friedrich (ed.). Reginonis abbatis Prumiensis Chronicon cum continuatione Treverensi. MGH SS rerum Germanicarum in usum scholarum separatim editi 50. Hanover, 1890. Disponível (em inglês) no Digital MGH[ligação inativa]
  - Uma edição mais antiga está no volume I da Monumenta Germaniae historica Scriptores (1826).
- Tonarius
  - Tonarius, ed. Edmond de Coussemaker, Scriptores de musica medii aevi. Vol. II. Paris, 1867. 1-73.
  - De harmonica institutione, ed. Gerbert, Scriptores ecclesiastici de musica sacra. Vol. I. 1784.
- Libri duo de synodalibus causis et disciplines ecclesiasticis
  - Regino de Prum.  Migne, ed. Patrologia Latina 🔗. Opera Omnia (em latim). 132. [S.l.: s.n.]